# Qualificazioni al campionato europeo maschile under 21 di calcio 2023
Le qualificazioni al campionato europeo di calcio Under-21 2023 hanno determinato le 14 squadre qualificate alla fase finale del torneo disputato in Georgia e Romania nel giugno del 2023.
La Georgia e la Romania sono state automaticamente qualificate per la fase finale in quanto nazioni ospitanti. La competizione era riservata ai calciatori nati a partire dal 1º gennaio 2000.

## Formato
Il torneo di qualificazione consta di due fasi:
- Fase a gironi: le 53 partecipanti sono ripartite in 9 gironi all'italiana. Le squadre prime classificate di ciascun gruppo e la miglior seconda si qualificano direttamente alla fase finale del torneo, mentre le altre 8 seconde avanzano alla fase successiva delle qualificazioni.
- Spareggi: tutte le restanti seconde si affrontano in due confronti ad eliminazione diretta con gare di andata e ritorno. Le quattro squadre vincitrici si qualificano alla fase finale del torneo, aggiungendosi alle 10 squadre già qualificate dalla fase a gironi e alla Georgia e alla Romania, qualificate di diritto come nazioni organizzatrici.

### Criteri di ordinamento
In caso di arrivo di due o più squadre a pari punti, la graduatoria finale verrà stilata secondo la classifica avulsa tra le squadre interessate che prevede, in ordine, i seguenti criteri:
1. Punti negli scontri diretti
2. Differenza reti negli scontri diretti
3. Reti realizzate negli scontri diretti
4. Reti realizzate in trasferta negli scontri diretti
5. Differenza reti generale
6. Reti realizzate complessivamente
7. Reti realizzate complessivamente in trasferta
8. Punteggio disciplinare (3 punti per ciascuna espulsione (sia diretta che per somma di ammonizioni), 1 punto per ciascuna ammonizione)
9. Ranking UEFA attribuito in fase di sorteggio

Per determinare le 8 migliori seconde che disputeranno gli spareggi, non verranno considerati i risultati ottenuti contro le ultime classificate di ciascun girone. Saranno applicati i seguenti criteri:
1. Punti
2. Differenza reti
3. Reti realizzate
4. Reti realizzate in trasferta
5. Punteggio disciplinare
6. Ranking UEFA attribuito in fase di sorteggio

## Calendario
| Fase          | Date                 |
| ------------- | -------------------- |
| Fase a gironi | 25–29 marzo 2021     |
| Fase a gironi | 4–8 giugno 2021      |
| Fase a gironi | 2–7 settembre 2021   |
| Fase a gironi | 7–12 ottobre 2021    |
| Fase a gironi | 11–16 novembre 2021  |
| Fase a gironi | 24–29 marzo 2022     |
| Fase a gironi | 2–14 giugno 2022     |
| Spareggi      | 21-27 settembre 2022 |

## Fase a gironi

### Gruppo 1
| Squadra     | Pt | G  | V | P | S  | GF | GS | DR  |
| ----------- | -- | -- | - | - | -- | -- | -- | --- |
| Norvegia    | 24 | 10 | 8 | 0 | 2  | 26 | 11 | +15 |
| Croazia     | 22 | 10 | 7 | 1 | 2  | 25 | 10 | +15 |
| Finlandia   | 19 | 10 | 6 | 1 | 3  | 18 | 13 | +5  |
| Austria     | 16 | 10 | 5 | 1 | 4  | 22 | 13 | +9  |
| Azerbaigian | 7  | 10 | 2 | 1 | 7  | 12 | 24 | -12 |
| Estonia     | 0  | 10 | 0 | 0 | 10 | 0  | 32 | -32 |

| Squadra     | Croazia (bandiera) | Austria (bandiera) | Norvegia (bandiera) | Finlandia (bandiera) | Azerbaigian (bandiera) | Estonia (bandiera) |
| ----------- | ------------------ | ------------------ | ------------------- | -------------------- | ---------------------- | ------------------ |
| Croazia     |                    | 0 - 0              | 3 - 2               | 2 - 3                | 2 - 0                  | 2 - 0              |
| Austria     | 1 - 3              |                    | 2 - 1               | 2 - 3                | 6 - 0                  | 2 - 0              |
| Norvegia    | 3 - 2              | 3 - 1              |                     | 3 - 1                | 2 - 1                  | 3 - 0              |
| Finlandia   | 0 - 2              | 3 - 1              | 0 - 2               |                      | 3 - 0                  | 1 - 0              |
| Azerbaigian | 1 - 5              | 0 - 3              | 1 - 2               | 1 - 1                |                        | 3 - 0              |
| Estonia     | 0 - 4              | 0 - 4              | 0 - 5               | 0 - 3                | 0 - 5                  |                    |

### Gruppo 2
| Squadra    | Pt | G  | V | P | S | GF | GS | DR  |
| ---------- | -- | -- | - | - | - | -- | -- | --- |
| Germania   | 27 | 10 | 9 | 0 | 1 | 32 | 9  | +23 |
| Israele    | 19 | 10 | 6 | 1 | 3 | 19 | 10 | +9  |
| Polonia    | 18 | 10 | 5 | 3 | 2 | 26 | 9  | +17 |
| Ungheria   | 14 | 10 | 4 | 2 | 4 | 16 | 17 | -1  |
| Lettonia   | 7  | 10 | 2 | 1 | 7 | 5  | 19 | -14 |
| San Marino | 1  | 10 | 0 | 1 | 9 | 0  | 34 | -34 |

| Squadra    | Germania (bandiera) | Polonia (bandiera) | Israele (bandiera) | Ungheria (bandiera) | Lettonia (bandiera) | San Marino (bandiera) |
| ---------- | ------------------- | ------------------ | ------------------ | ------------------- | ------------------- | --------------------- |
| Germania   |                     | 0 - 4              | 3 - 2              | 4 - 0               | 4 - 0               | 4 - 0                 |
| Polonia    | 1 - 2               |                    | 1 - 2              | 1 - 1               | 5 - 0               | 3 - 0                 |
| Israele    | 0 - 1               | 2 - 2              |                    | 3 - 0               | 2 - 1               | 2 - 0                 |
| Ungheria   | 1 - 5               | 2 - 2              | 1 - 2              |                     | 1 - 0               | 4 - 0                 |
| Lettonia   | 1 - 3               | 0 - 2              | 1 - 0              | 0 - 2               |                     | 2 - 0                 |
| San Marino | 0 - 6               | 0 - 5              | 0 - 4              | 0 - 4               | 0 - 0               |                       |

### Gruppo 3
| Squadra          | Pt | G | V | P | S | GF | GS | DR  |
| ---------------- | -- | - | - | - | - | -- | -- | --- |
| Spagna           | 24 | 8 | 8 | 0 | 0 | 37 | 5  | +32 |
| Slovacchia       | 15 | 8 | 5 | 0 | 3 | 18 | 10 | +8  |
| Irlanda del Nord | 7  | 8 | 2 | 1 | 5 | 8  | 18 | -10 |
| Lituania         | 7  | 8 | 2 | 1 | 5 | 7  | 22 | -15 |
| Malta            | 6  | 8 | 2 | 0 | 6 | 10 | 25 | -15 |
| Russia           | 0  | 0 | 0 | 0 | 0 | 0  | 0  | 0   |

| Squadra          | Spagna (bandiera) | Russia (bandiera) | Slovacchia (bandiera) | Irlanda del Nord (bandiera) | Lituania (bandiera) | Malta (bandiera) |
| ---------------- | ----------------- | ----------------- | --------------------- | --------------------------- | ------------------- | ---------------- |
| Spagna           |                   | 4 - 1*            | 3 - 2                 | 3 - 0                       | 8 - 0               | 7 - 1            |
| Russia           | 1 - 0*            |                   | 3 - 0*                | 1 - 0*                      | canc.               | 6 - 0*           |
| Slovacchia       | 2 - 3             | canc.             |                       | 2 - 1                       | 3 - 1               | 4 - 0            |
| Irlanda del Nord | 0 - 6             | canc.             | 1 - 0                 |                             | 4 - 0               | 0 - 2            |
| Lituania         | 0 - 2             | 0 - 3*            | 0 - 2                 | 1 - 1                       |                     | 2 - 1            |
| Malta            | 0 - 5             | canc.             | 1 - 3                 | 4 - 1                       | 1 - 3               |                  |

- Il 2 maggio 2022 la Russia è stata squalificata dalla competizione e tutti i precedenti risultati sono stati annullati.
- *annullata

### Gruppo 4
| Squadra       | Pt | G  | V | P | S  | GF | GS | DR  |
| ------------- | -- | -- | - | - | -- | -- | -- | --- |
| Portogallo    | 28 | 10 | 9 | 1 | 0  | 41 | 3  | +38 |
| Islanda       | 18 | 10 | 5 | 3 | 2  | 25 | 7  | +18 |
| Grecia        | 17 | 10 | 5 | 2 | 3  | 16 | 10 | +6  |
| Bielorussia   | 12 | 10 | 4 | 0 | 6  | 16 | 15 | +1  |
| Cipro         | 11 | 10 | 3 | 2 | 5  | 16 | 16 | 0   |
| Liechtenstein | 0  | 10 | 0 | 0 | 10 | 0  | 63 | -63 |

| Squadra       | Portogallo (bandiera) | Grecia (bandiera) | Islanda (bandiera) | Bielorussia (bandiera) | Cipro (bandiera) | Liechtenstein (bandiera) |
| ------------- | --------------------- | ----------------- | ------------------ | ---------------------- | ---------------- | ------------------------ |
| Portogallo    |                       | 2 - 1             | 1 - 1              | 1 - 0                  | 6 - 0            | 11 - 0                   |
| Grecia        | 0 - 4                 |                   | 1 - 0              | 2 - 0                  | 0 - 0            | 4 - 0                    |
| Islanda       | 0 - 1                 | 1 - 1             |                    | 3 - 1                  | 5 - 0            | 9 - 0                    |
| Bielorussia   | 1 - 5                 | 0 - 2             | 1 - 2              |                        | 2 - 0            | 6 - 0                    |
| Cipro         | 0 - 1                 | 3 - 0             | 1 - 1              | 0 - 1                  |                  | 6 - 0                    |
| Liechtenstein | 0 - 9                 | 0 - 5             | 0 - 3              | 0 - 4                  | 0 - 6            |                          |

### Gruppo 5
| Squadra     | Pt | G  | V | P | S | GF | GS | DR  |
| ----------- | -- | -- | - | - | - | -- | -- | --- |
| Paesi Bassi | 26 | 10 | 8 | 2 | 0 | 32 | 3  | +29 |
| Svizzera    | 23 | 10 | 7 | 2 | 1 | 22 | 6  | +16 |
| Moldavia    | 12 | 10 | 3 | 3 | 4 | 7  | 12 | -5  |
| Galles      | 11 | 10 | 3 | 2 | 5 | 15 | 14 | +1  |
| Bulgaria    | 10 | 10 | 2 | 4 | 4 | 10 | 11 | -1  |
| Gibilterra  | 1  | 10 | 0 | 1 | 9 | 1  | 41 | -40 |

| Squadra     | Paesi Bassi (bandiera) | Svizzera (bandiera) | Bulgaria (bandiera) | Galles (bandiera) | Moldavia (bandiera) | Gibilterra (bandiera) |
| ----------- | ---------------------- | ------------------- | ------------------- | ----------------- | ------------------- | --------------------- |
| Paesi Bassi |                        | 2 - 0               | 3 - 1               | 5 - 0             | 3 - 0               | 6 - 0                 |
| Svizzera    | 2 - 2                  |                     | 1 - 0               | 5 - 1             | 3 - 0               | 4 - 0                 |
| Bulgaria    | 0 - 0                  | 0 - 1               |                     | 0 - 4             | 0 - 0               | 5 - 0                 |
| Galles      | 0 - 1                  | 0 - 1               | 1 - 1               |                   | 0 - 0               | 2 - 0                 |
| Moldavia    | 0 - 3                  | 1 - 1               | 0 - 2               | 1 - 0             |                     | 1 - 0                 |
| Gibilterra  | 0 - 7                  | 0 - 4               | 1 - 1               | 0 - 7             | 0 - 4               |                       |

### Gruppo 6
| Squadra              | Pt | G  | V | P | S | GF | GS | DR  |
| -------------------- | -- | -- | - | - | - | -- | -- | --- |
| Italia               | 24 | 10 | 7 | 3 | 0 | 19 | 5  | +14 |
| Irlanda              | 19 | 10 | 6 | 1 | 3 | 16 | 10 | +6  |
| Svezia               | 18 | 10 | 5 | 3 | 2 | 22 | 8  | +14 |
| Bosnia ed Erzegovina | 11 | 10 | 3 | 2 | 5 | 9  | 16 | -7  |
| Montenegro           | 11 | 10 | 3 | 2 | 5 | 14 | 17 | -3  |
| Lussemburgo          | 1  | 10 | 0 | 1 | 9 | 2  | 26 | -24 |

| Squadra              | Italia (bandiera) | Svezia (bandiera) | Irlanda (bandiera) | Bosnia ed Erzegovina (bandiera) | Montenegro (bandiera) | Lussemburgo (bandiera) |
| -------------------- | ----------------- | ----------------- | ------------------ | ------------------------------- | --------------------- | ---------------------- |
| Italia               |                   | 1 - 1             | 4 - 1              | 1 - 0                           | 1 - 0                 | 3 - 0                  |
| Svezia               | 1 - 1             |                   | 0 - 2              | 4 - 0                           | 3 - 1                 | 6 - 0                  |
| Irlanda              | 0 - 2             | 1 - 0             |                    | 3 - 0                           | 3 - 1                 | 2 - 0                  |
| Bosnia ed Erzegovina | 1 - 2             | 1 - 1             | 0 - 2              |                                 | 2 - 1                 | 1 - 0                  |
| Montenegro           | 1 - 1             | 1 - 3             | 2 - 1              | 2 - 2                           |                       | 3 - 0                  |
| Lussemburgo          | 0 - 3             | 0 - 3             | 1 - 1              | 0 - 2                           | 1 - 2                 |                        |

### Gruppo 7
| Squadra     | Pt | G  | V | P | S  | GF | GS | DR  |
| ----------- | -- | -- | - | - | -- | -- | -- | --- |
| Inghilterra | 25 | 10 | 8 | 1 | 1  | 26 | 7  | +19 |
| Rep. Ceca   | 22 | 10 | 7 | 1 | 2  | 23 | 6  | +17 |
| Slovenia    | 16 | 10 | 4 | 4 | 2  | 11 | 7  | +4  |
| Kosovo      | 12 | 10 | 3 | 3 | 4  | 8  | 13 | -5  |
| Albania     | 10 | 10 | 3 | 1 | 6  | 9  | 17 | -8  |
| Andorra     | 0  | 10 | 0 | 0 | 10 | 1  | 28 | -27 |

| Squadra     | Inghilterra (bandiera) | Rep. Ceca (bandiera) | Slovenia (bandiera) | Albania (bandiera) | Kosovo (bandiera) | Andorra (bandiera) |
| ----------- | ---------------------- | -------------------- | ------------------- | ------------------ | ----------------- | ------------------ |
| Inghilterra |                        | 3 - 1                | 1 - 2               | 3 - 0              | 2 - 0             | 4 - 1              |
| Rep. Ceca   | 1 - 2                  |                      | 1 - 0               | 4 - 0              | 3 - 0             | 7 - 0              |
| Slovenia    | 2 - 2                  | 1 - 1                |                     | 3 - 0              | 0 - 0             | 2 - 0              |
| Albania     | 0 - 3                  | 0 - 1                | 2 - 0               |                    | 1 - 1             | 2 - 0              |
| Kosovo      | 0 - 5                  | 0 - 1                | 0 - 0               | 2 - 1              |                   | 2 - 0              |
| Andorra     | 0 - 1                  | 0 - 3                | 0 - 1               | 0 - 3              | 0 - 3             |                    |

### Gruppo 8
| Squadra            | Pt | G  | V | P | S | GF | GS | DR  |
| ------------------ | -- | -- | - | - | - | -- | -- | --- |
| Francia            | 26 | 10 | 8 | 2 | 0 | 31 | 5  | +26 |
| Ucraina            | 23 | 10 | 7 | 2 | 1 | 20 | 11 | +9  |
| Serbia             | 12 | 10 | 3 | 3 | 4 | 10 | 11 | -1  |
| Fær Øer            | 10 | 10 | 2 | 4 | 4 | 6  | 12 | -6  |
| Macedonia del Nord | 9  | 10 | 2 | 3 | 5 | 8  | 15 | -7  |
| Armenia            | 3  | 10 | 1 | 0 | 9 | 7  | 28 | -21 |

| Squadra            | Francia (bandiera) | Serbia (bandiera) | Ucraina (bandiera) | Macedonia del Nord (bandiera) | Fær Øer (bandiera) | Armenia (bandiera) |
| ------------------ | ------------------ | ----------------- | ------------------ | ----------------------------- | ------------------ | ------------------ |
| Francia            |                    | 2 - 0             | 5 - 0              | 3 - 0                         | 2 - 0              | 7 - 0              |
| Serbia             | 0 - 3              |                   | 0 - 1              | 2 - 1                         | 0 - 0              | 2 - 0              |
| Ucraina            | 3 - 3              | 2 - 1             |                    | 4 - 0                         | 1 - 0              | 2 - 1              |
| Macedonia del Nord | 0 - 1              | 0 - 0             | 1 - 1              |                               | 0 - 1              | 3 - 1              |
| Fær Øer            | 1 - 1              | 1 - 1             | 0 - 4              | 1 - 1                         |                    | 2 - 0              |
| Armenia            | 1 - 4              | 1 - 4             | 0 - 2              | 1 - 2                         | 2 - 0              |                    |

### Gruppo 9
| Squadra    | Pt | G | V | P | S | GF | GS | DR  |
| ---------- | -- | - | - | - | - | -- | -- | --- |
| Belgio     | 20 | 8 | 6 | 2 | 0 | 14 | 2  | +12 |
| Danimarca  | 17 | 8 | 5 | 2 | 1 | 12 | 6  | +6  |
| Turchia    | 8  | 8 | 2 | 2 | 4 | 7  | 11 | -4  |
| Scozia     | 7  | 8 | 1 | 4 | 3 | 6  | 10 | -4  |
| Kazakistan | 2  | 8 | 0 | 2 | 6 | 4  | 14 | -10 |

| Squadra    | Danimarca (bandiera) | Belgio (bandiera) | Turchia (bandiera) | Scozia (bandiera) | Kazakistan (bandiera) |
| ---------- | -------------------- | ----------------- | ------------------ | ----------------- | --------------------- |
| Danimarca  |                      | 1 - 1             | 3 - 2              | 1 - 1             | 3 - 0                 |
| Belgio     | 1 - 0                |                   | 2 - 0              | 0 - 0             | 2 - 0                 |
| Turchia    | 1 - 2                | 0 - 3             |                    | 1 - 1             | 0 - 0                 |
| Scozia     | 0 - 1                | 0 - 2             | 0 - 2              |                   | 2 - 1                 |
| Kazakistan | 0 - 1                | 1 - 3             | 0 - 1              | 2 - 2             |                       |

### Raffronto tra le seconde classificate
La miglior seconda classificata ottiene la qualificazione diretta alla fase finale del torneo. Le altre otto seconde disputano uno spareggio.
In questa classifica non si tiene conto delle partite disputate contro l'ultima classificata del girone per i gruppi costituiti da sei squadre (gruppi da 1 a 8 eccetto il 3).
| Squadra    | Pt | G | V | N | P | GF | GS | DR | Gruppo |
| ---------- | -- | - | - | - | - | -- | -- | -- | ------ |
| Svizzera   | 17 | 8 | 5 | 2 | 1 | 14 | 6  | +8 | 5      |
| Ucraina    | 17 | 8 | 5 | 2 | 1 | 16 | 10 | +6 | 8      |
| Danimarca  | 17 | 8 | 5 | 2 | 1 | 12 | 6  | +6 | 9      |
| Croazia    | 16 | 8 | 5 | 1 | 2 | 19 | 10 | +9 | 1      |
| Rep. Ceca  | 16 | 8 | 5 | 1 | 2 | 13 | 6  | +7 | 7      |
| Slovacchia | 15 | 8 | 5 | 0 | 3 | 18 | 10 | +8 | 3      |
| Irlanda    | 15 | 8 | 5 | 0 | 3 | 13 | 9  | +4 | 6      |
| Israele    | 13 | 8 | 4 | 1 | 3 | 13 | 10 | +3 | 2      |
| Islanda    | 12 | 8 | 3 | 3 | 2 | 13 | 7  | +6 | 4      |

## Play-off
| Squadra 1  | Totale          | Squadra 2 | Andata | Ritorno     |
| ---------- | --------------- | --------- | ------ | ----------- |
| Croazia    | 3 - 3 (5-4 dtr) | Danimarca | 2 - 1  | 1 - 2 (dts) |
| Islanda    | 1 - 2           | Rep. Ceca | 1 - 2  | 0 - 0       |
| Slovacchia | 3 - 5           | Ucraina   | 3 - 2  | 0 - 3       |
| Irlanda    | 1 - 1 (1-3 dtr) | Israele   | 1 - 1  | 0 - 0 (dts) |